# Sirdarià
El Sirdarià (del rus Сырдария, Sirdarià; en kazakh: Сырдария, Sirdarià; en tadjik: Сирдарë, Sirdarió; en uzbek: Sirdaryo; en persa: سيردريا, Sirdarià) és un riu de l'Àsia central antigament anomenat en grec Ιαξάρτης, Iaxartes.
Neix a les muntanyes Tian Shan (l'antic mont Imeon), al Kirguizstan i l'Uzbekistan, on sorgeixen els rius Narín i Karadarià, i corre 2.212 km cap a l'oest i el nord-oest per l'Uzbekistan i el sud del Kazakhstan fins a desguassar a la mar d'Aral. La seva conca és de 800.000 km², però actualment la zona regada no és de més de 200.000 km². El seu cabal és de 37 km³ a l'any, la meitat que l'Amudarià. En el seu curs, rega les comarques de Kokand, Khujand, Khizilordà i el Turquestan. Desguassa 1.180 m³ per segon.
A l'època soviètica, es van construir extensos projectes de regadiu al voltant dels dos rius, desviant la seva aigua cap a terres de conreu i provocant, durant l'era postsoviètica, la virtual desaparició del mar d'Aral, un cop el quart llac més gran del món. El punt en què el riu flueix de Tadjikistan a l'Uzbekistan és a 300 m sobre el nivell del mar, la cota més baixa del Tadjikistan.

## Nom
La segona part del nom (darya, دریا) significa "llac" o "mar" en persa i "riu" en persa de l'Àsia central. El nom actual només data del segle xviiiI.
El primer nom registrat va ser Jaxartes o Iaxartes (Ἰαξάρτης ) en grec antic, consisteix en dos morfema Iaxa i artes, trobats en diverses fonts, incloses les relacionades amb Alexandre el Gran. El nom grec es remunta al nom persa antic Yakhsha Arta ('La veritable perla'), potser una referència al color de la seva aigua alimentada per glacials. Més proves de l'etimologia persa prové del nom turc del riu fins a l'època de la conquesta àrab, el Yinçü, o "riu de perles", del xinès mitjà眞珠 *t͡ɕiɪn-t͡ɕɨo. La Dinastia Tang també va registrar aquest nom com a Yaosha River藥殺水 (MC: *jɨɐk-ʃˠɛt) i més tard Ye River葉河 (MC: *jiɛp).
Després de la conquesta musulmana, el riu apareix a les fonts de manera uniforme com el Seyhun (سيحون. ), un dels quatre rius que surten del Paradís (Jannah, جَنّة en àrab).
El nom local actual del riu, Syr (Sïr), no apareix abans del segle xvi. Al segle xviii, Abu al-Ghazi Bahadur Khan, historiador i governant de Khiva, va anomenar el mar d'Aral el "mar de Sïr", o Sïr Tengizi.
L'evidència important és l'etimologia del nom del riu Sirdarià esmentat pels autors antics – Yaksart, establert per VA Livshits (2003: 10). Significa 'fluint'. La paraula pertany al dialecte sogdià que havia sorgit del grup de llengües Saces.

## Història

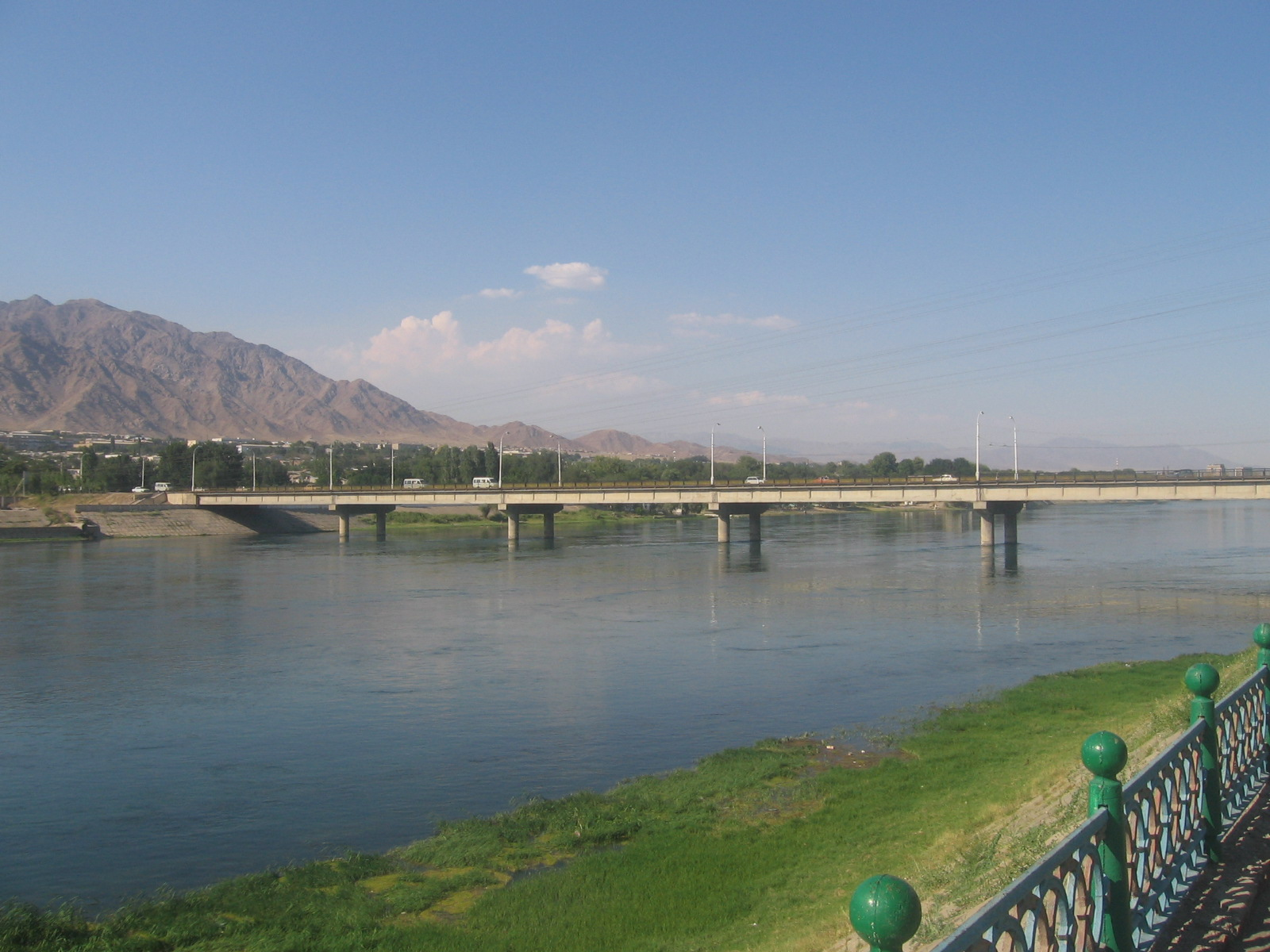
Riu Sirdarià a Khujand

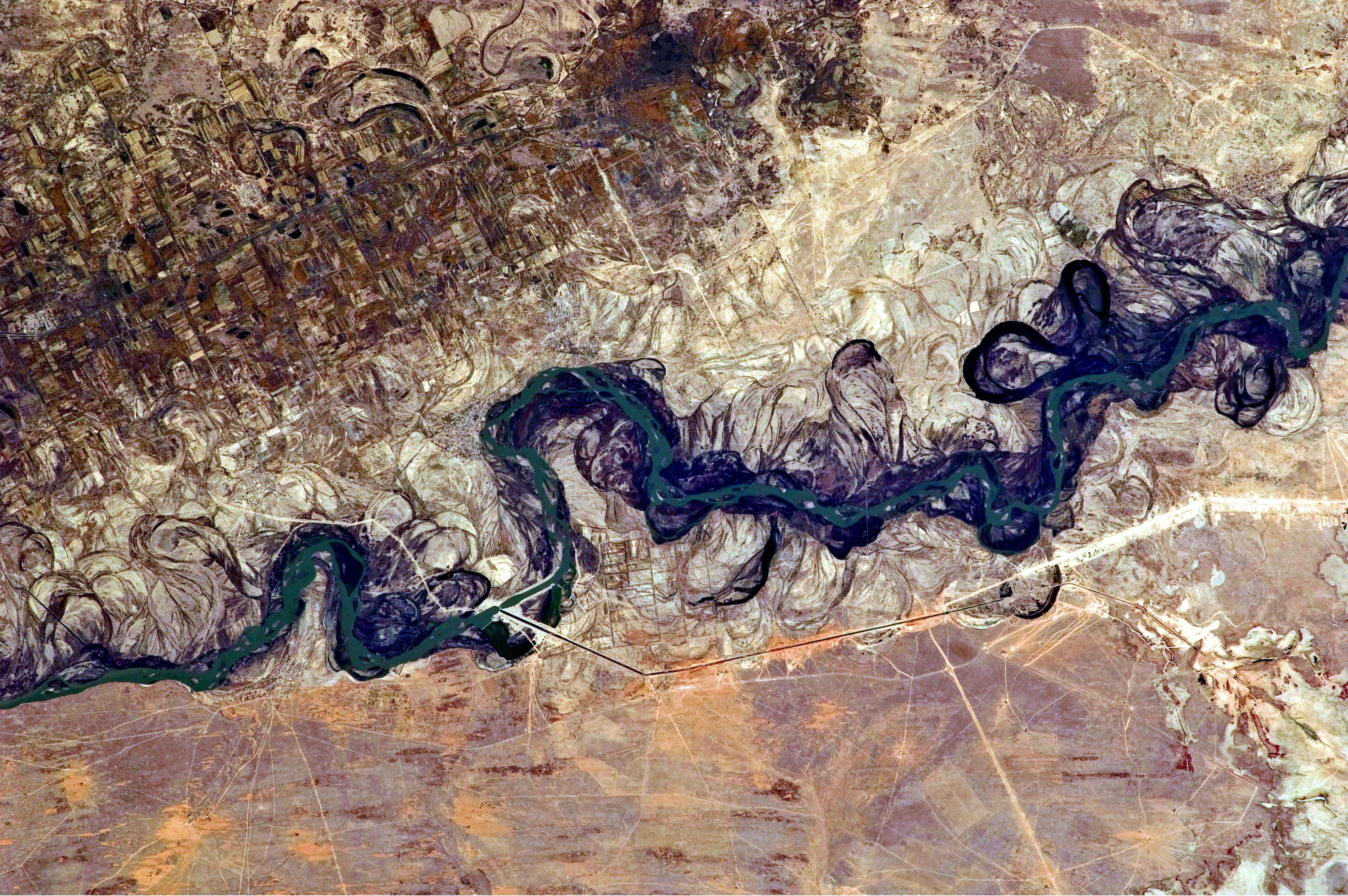
Fotografia d'un astronauta de la conca del riu Sirdarià.

Cir II de Pèrsia va arribar a aquest riu i hi va fundar l'antiga ciutat persa de Ciròpolis. El 329 aC, Alexandre el Gran també va arribar al riu –que fou l'extrem nord dels països que va visitar– i hi va fundar la ciutat d'Alexandria Escate, amb una guarnició permanent, propera a la moderna Khujand. El nom de Iaxartes li fou donat pels grecs i després pels romans, i probablement derivaria d'una mala interpretació fonètica del nom nadiu. El país al nord fou conegut com a Escítia i les terres entre el Sirdarià i l'Amudarià (antic Oxus) es van dir Transoxiana.
Al començament de l'època cristiana, localment se l'anomenava Kang, nom que anomenava també els pobles turcs (kangar) que habitaven la regió i el seu estat, Kangu Tarban. ὁ Ιαξάρτης, que derivava de l'antic persa Yakhsha Arta ('el Gran Nacrat'), fa referència al color de l'aigua del riu. A l'època medieval, apareix també com a Sayhun (سيحون), el nom d'un dels 'quatre rius del Paradís'. El seu nom actual (riu Groc, de l'uzbek sir = groc i darià = riu) és recent, a partir del segle xx, i ens ha arribat a través del rus, la potència colonial de la regió.
Des del segle xviii, s'hi van construir canals, molts dels quals durant el període del kanat de Kokand. Sota la Unió Soviètica, els canals i la irrigació van esdevenir massius per al cultiu del cotó i hi van provocar un greu dany ecològic, ja que l'aigua no arribava a la mar d'Aral.
Durant l'època de la Unió Soviètica, es va instituir un sistema de compartició de recursos en el qual Kirguizistan i Tadjikistan compartien l'aigua procedent dels rius Amudarià i Sirdarià amb Kazakhstan, Turkmenistan i Uzbekistan a l'estiu. A canvi, Kirguizistan i Tadjikistan van rebre carbó, gas i electricitat kazakh, turkmen i uzbek a l'hivern. Després de la caiguda de la Unió Soviètica aquest sistema es va desintegrar i les nacions de l'Àsia central no han aconseguit restablir-lo. La infraestructura inadequada, la mala gestió de l'aigua i els mètodes de reg obsolets agreugen el problema.
El 2012, es va obrir el Parc Natural Regional de l'Estat de Syrdarya-Turkestan al Kazakhstan, amb l'esperança de protegir els ecosistemes de la plana fluvial, els llocs arqueològics i els monuments històrico-culturals, així com les espècies vegetals i animals, algunes de les quals són rars o en perill d'extinció.

## Geografia
El riu neix en dos cursos de capçalera a les muntanyes de Tian Shan al Kirguizstan i a l'est de l'Uzbekistan: el riu Naryn i el Kara-Daria que s'uneixen a la part uzbeka de la vall de Fergana. Flueix durant uns 2212 km a l'oest i al nord-oest per Uzbekistan i el sud de Kazakhstan fins a les restes del mar d'Aral. La principal contribució al cabal d'aigua del Sirdarià prové del Naryn (36%), Kara-Daria (11%), els rius de la vall de Fergana (25%) i Chirchik (20%). El Sirdarià drena una àrea de més de 800.000 km², però no més de 200.000 km² en realitat aporten un cabal important al riu: de fet, dos dels rius més grans de la seva conca, el Talas i el Txu, s'assequen abans d'arribar-hi. El seu cabal anual és molt modest, 37 km³ per any: la meitat de la del seu riu germà, l'Amudarià. Per sota de la ciutat de Chardara, el cabal del riu es gasta per al reg i es perd per evaporació en les inundacions de les planes inundables.
Al llarg del seu curs, el Sirdarià rega les regions agrícoles més productives de tota l'Àsia central, juntament amb les ciutats de Kokand, Khujand, Khizilordà i Turquestan.
Als seus trams inferiors, el Sirdarià flueix al llarg de les vores est i nord de les sorres de Khizilordà; El llit del riu aquí és tortuós i inestable; les inundacions no són estranyes en el període d'hivern-primavera. L'últim afluent és Arys. Als trams inferiors del riu, a la zona des de la ciutat de Turquestan fins al centre regional de Zhosaly hi ha una vasta plana inundable (10–50 km d'ample, uns 400 km de llarg), penetrat per molts canals, en uns quants llocs coberts de canya i tugai, molt utilitzat per a l'agricultura (conreu d'arròs, cultiu de melons, cultiu d'hortalisses). A la desembocadura del Sirdarià es forma un delta (a la zona de la ciutat de Kazalinsk) amb nombrosos canals, llacs i pantans, utilitzats per al cultiu del meló.
Diversos governs locals al llarg de la història han construït i mantingut un extens sistema de canals. Aquests canals tenen una importància central en aquesta regió àrida. Molts van caure en desús al segle xviii i principis del XVIII, però el Kanat de Kokand en va reconstruir molts al segle xii, principalment al llarg de l'Alt i Mitjà Sirdarià.

## Danys ecològics
L'expansió massiva dels canals de reg al mig i baix Sirdarià durant el període soviètic per regar els camps de cotó i arròs va causar danys ecològics a la zona. La quantitat d'aigua extreta del riu era tal que en alguns períodes de l'any no arribava cap aigua al mar d'Aral. L'Amudarià a l'Uzbekistan i el Turkmenistan es van trobar en una situació similar.
La concentració d'urani de l'aigua del riu augmenta al Tadjikistan amb valors de 43 μg/L i 12 μg/L; el valor de referència de l'OMS per a l'aigua potable de 30 μg/L es supera parcialment. La principal entrada d'urani es produeix aigües amunt a l'Uzbekistan i el Kirguizistan.